# Rynek w Jaśliskach
Rynek w Jaśliskach – centrum założenia urbanistycznego Jaślisk w powiecie krośnieńskim.
Pierwotnie rynek, wraz z założeniem miejskim, powstał w 1366 z fundacji Kazimierza Wielkiego. Miał kształt zbliżony do trapezu i wymiary od 110 do 135 metrów na 67,5 - 90 metrów. Układ ten nie zachował się do dziś, uległ bowiem powtórnemu wymierzeniu po licznych zniszczeniach, m.in. prawdopodobnie po najeździe Tomasza Tharczaya w 1474. Pierwotnie pierzeje zabudowane były domami drewnianymi, usytuowanymi kalenicowo, ale zostały one z czasem wyparte przez budynki usytuowane szczytowo. Istotnym wydarzeniem była budowa ratusza w centrum placu. Istniał on od co najmniej XV wieku. Pełnił rolę nie tylko administracyjną – mieścił się tu również sąd, karczma i skład win. Towarzyszyły mu liczne jatki i stragany. 
Do II wojny światowej charakter zabudowy rynku zasadniczo się nie zmienił. Po zakończeniu wojny miejscowa społeczność żydowska przestała istnieć, a z nią również zamarł handel w jatkach. Stopniowo eliminowano również część zabudowy drewnianej. Wyznaczono też ulice obwodowe, co spowodowało pewną peryferyzację rynku. W latach 80. XX wieku wyburzono ratusz, będący w złym stanie technicznym. W początku XXI wieku postawiono nowy, bezstylowy budynek władz gminnych, który jednak z urbanistycznego punktu widzenia nie wpłynął na ożywienie rynkowej przestrzeni.
Zabytkowy zespół zabudowy drewnianej z zachowanym układem urbanistycznym dawnego miasteczka włączono do podkarpackiego Szlaku Architektury Drewnianej.

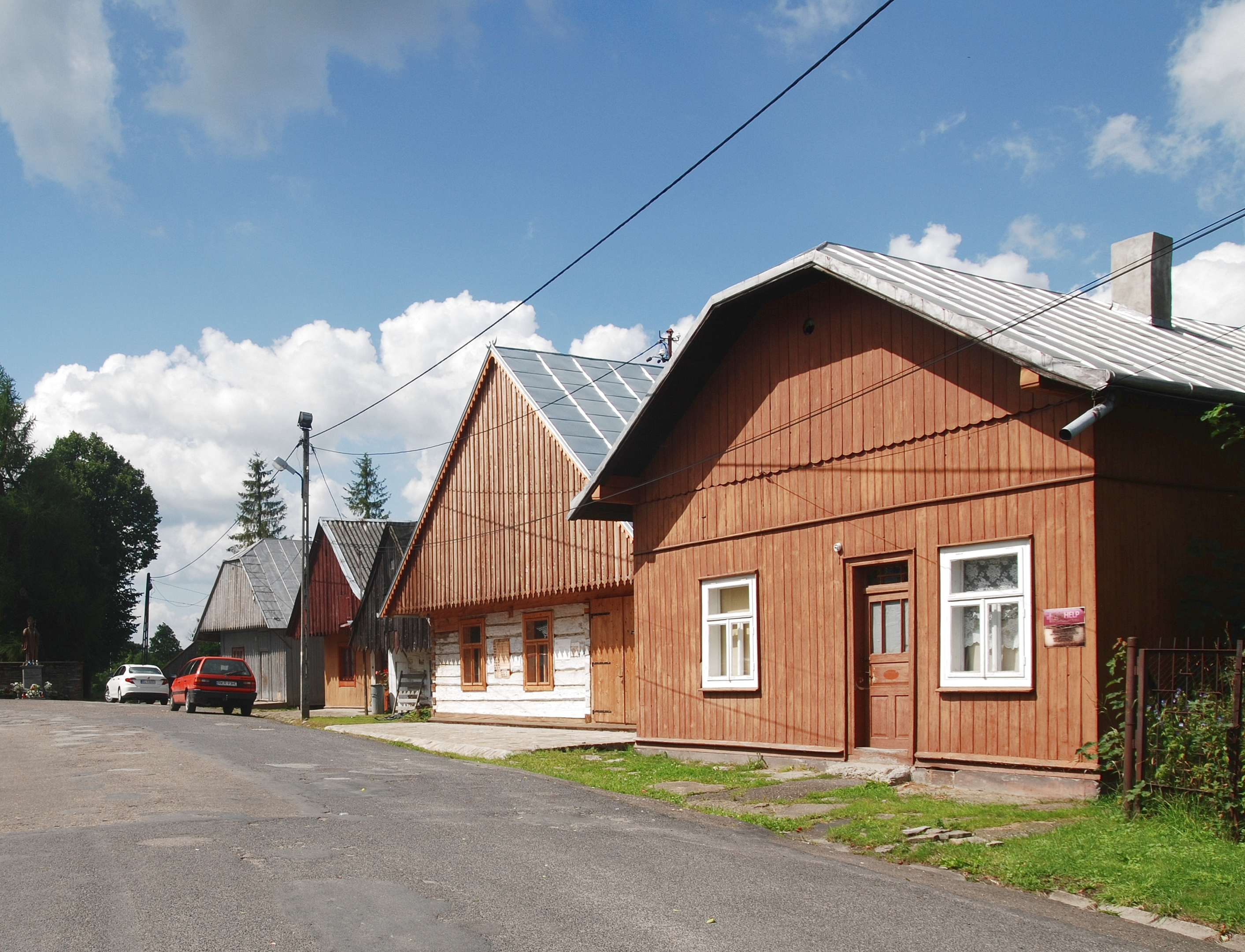
Zabytkowa drewniana zabudowa w zachodniej pierzei rynku
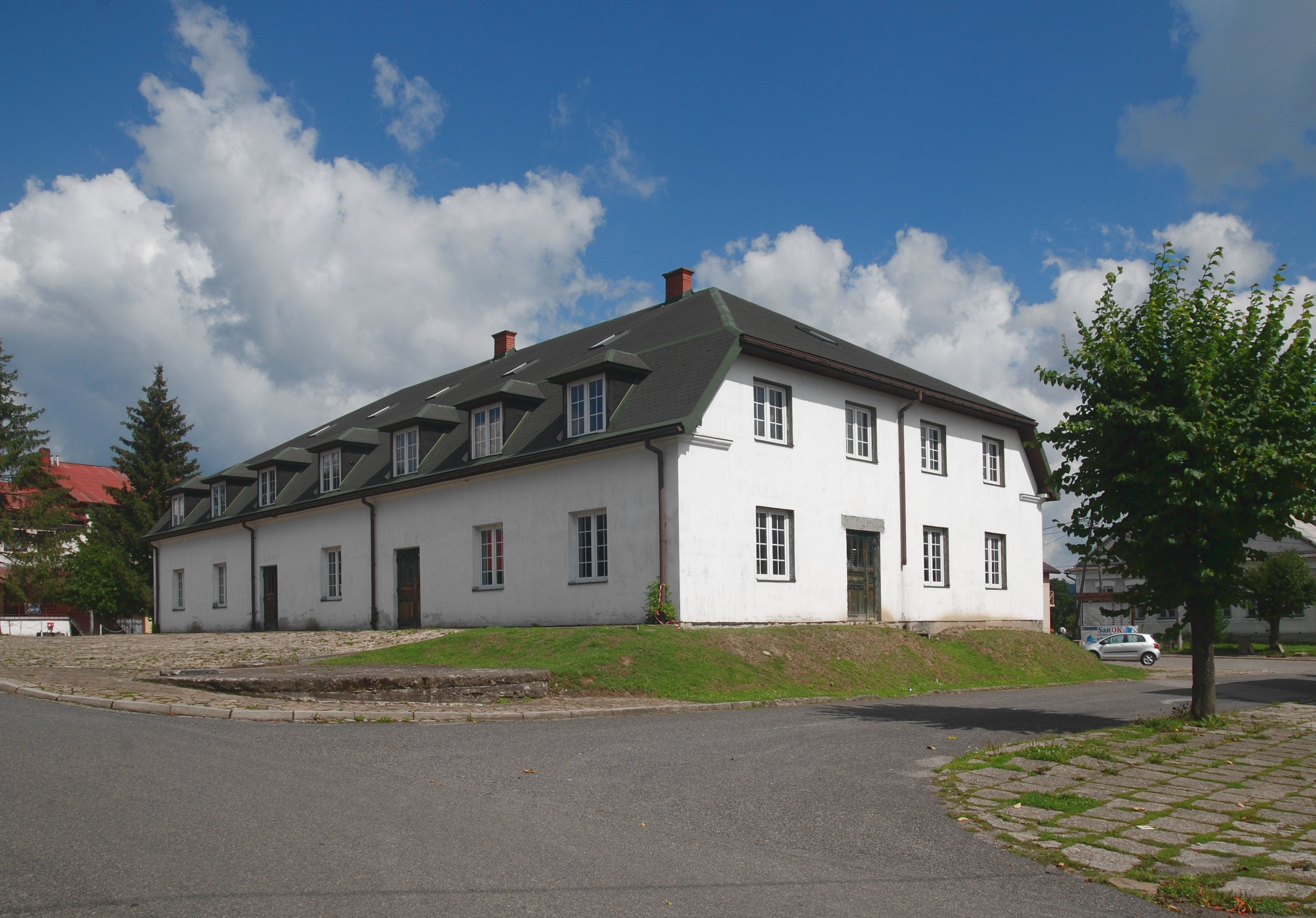
W rynku, w miejscu dawnego ratusza
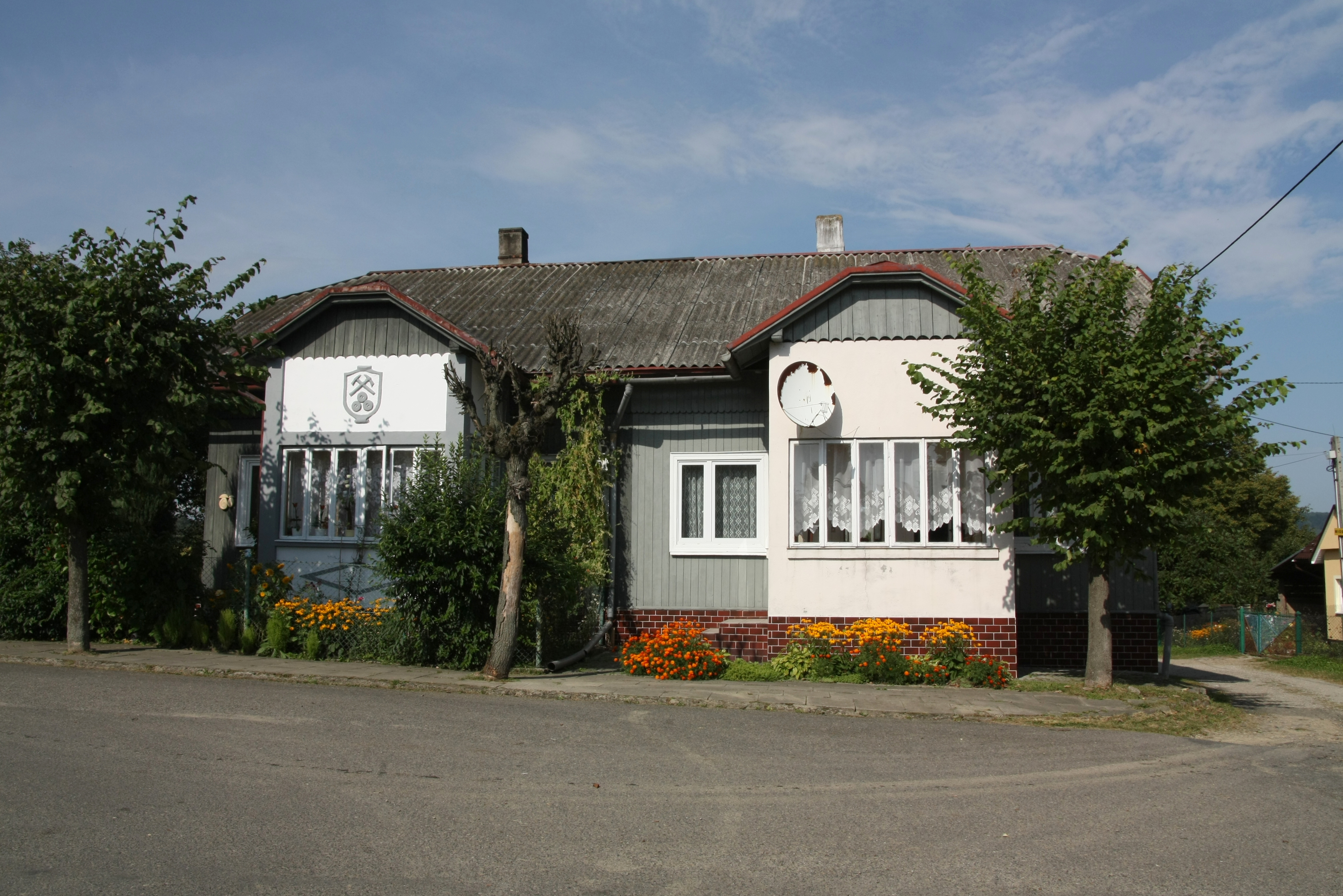